# Alfortville
Alfortville là một xã trong vùng đô thị Paris, thuộc tỉnh Val-de-Marne, vùng hành chính Île-de-France của nước Pháp, có dân số là 36.232 người (thời điểm 1999).

## Các thành phố kết nghĩa
- San Benedetto del Tronto, Ý (từ 1989)
- Cantanhede, Bồ Đào Nha (từ 2000)
- Ochagan, Armenia (từ 2001)